# 日本交通 (京都市)
日本交通株式会社（にほんこうつう、Nihon Kotsu Co.,Ltd.）は、京都市でタクシーと貸切バスを運行する事業者である。朱色の楕円に「日交」の文字が入ったシンボルマークが目印。
通称は日交（にっこう）。

## 営業所（車庫）の所在地
- 京都営業所
  - 京都府京都市南区上鳥羽苗代町43番地

## 車両
- タクシーはトヨタ自動車製を使用する。塗装は黒1色で日交のマークが付く。
  - トヨタ・クラウンコンフォート
  - トヨタ・クラウン（ロイヤルサルーン）

- バスは三菱ふそうが中心で、もともとは中小限定であったが、2004年ごろに限定解除をし、大型も所有している。

## 関連会社
- 日本交通 (大阪府)
- 日交シティバス
- 日本交通大阪
- 堺日本交通
- 大タク
- 関西空港リムジン ※以前は全日空グループだった
- エクセル・リムジンサービス ※以前はリーガロイヤルホテルグループだった
- 吹田交通
- 日本交通 (神戸市)
- 日本交通 (三田市)
- 日本交通 (豊岡市)
- 日本交通 (福知山市)
- 京都交通 (舞鶴)
- 日交協和
- 日本交通 (鳥取県)
- 鳥取自動車
- 中央タクシー (鳥取県)
- 倉吉交通
- 西伯タクシー
- 日本交通 (島根県)
- 島根日本交通
- クラウンタクシー (島根県)
- 鳥取県中央自動車学校